# Август (титла)
Вижте пояснителната страница за други значения на Август.
Почетното име Август (на латински: Augustus, за „Възвишеният“) е дадено през 27 г. пр. Хр. за пръв път на Октавиан, основателят на принципата. Както титлата цезар в Римската империя и ранната Византийска империя титла август до началото на VІІ век е част от титулатурата на императора. Почетното название августа е титла, давана на императрицата.